# Wielka Głusza
Wielka Głusza (ukr. Велика Глуша, Wielka Hłusza) – wieś na Ukrainie w obwodzie wołyńskim w rejonie kamieńskim, blisko granicy z Białorusią. W 2023 liczyła 1630 mieszkańców.
Miejscowość została założona w 1537 roku. W II RP Wielka Głusza znajdowała się w województwie poleskim, w powiecie koszyrskim i była siedzibą gminy Wielka Głusza. W 1921 roku liczyła 334 mieszkańców.
Do 2020 w rejonie lubieszowskim. 